# Norman Harris
Norman Ray Harris (Filadelfia, 14 ottobre 1947 – Filadelfia, 20 marzo 1987) è stato un chitarrista, cantautore, produttore discografico e arrangiatore statunitense.
Nel 1977 ha fondato l'etichetta discografica Gold Mind Records, rimasta attiva fino al 1980.
È stato uno dei membri fondatori del gruppo MFSB (Mother Father Sister Brother) ed ha fatto parte della Salsoul Orchestra.
Nel corso della sua carriera di produttore discografico ha prodotto tra gli altri: First Choice, Loleatta Holloway, Eddie Holman, Salsoul Orchestra e Love Committee per la Salsoul Records; inoltre The Trammps (spicca l'album Disco Inferno), Carl Bean e 21st Creation.
Come solista, il suo album più noto è The Harris Machine del 1979.
È deceduto nel 1987 a causa di una malattia cardiovascolare.